# Hospital Universitario del Sureste
El Hospital Universitario del Sureste es un hospital situado en Arganda del Rey, y forma parte del Servicio Madrileño de Salud (SERMAS), considerado hospital público de gestión privada.

## Historia
En enero de 2005 se anunció la construcción de  un nuevo hospital para cubrir las necesidades sanitarias del distrito de Arganda del Rey.
Fue diseñado por el estudio de arquitectura de López-Fando y Asociados. Las obras comenzaron en octubre de 2005.
El hospital comenzó a prestar servicio el día 28 de febrero de 2008.
El Servicio Madrileño de Salud formalizó en 2005 un contrato de concesión de obra pública para la construcción del hospital y gestión externalizada por el socio privado de la totalidad de servicios no asistenciales del centro hospitalario.
Su gestión se asignó inicialmente a la empresa privada Phunciona Gestión Hospitalaria, que en 2014 fue adquirida en diferentes participaciones por las empresas OHL, Globalvia y el fondo de Lloyds Bank European Infrastructure Partners LP. La participación de Globalvia fue adquiridas en diferentes fases entre 2014 y 2017 y la participación de OHL en 2016 respectivamente por el fondo de Lloyds Bank, ahora llamado fondo Aberdeen Infrastructure..
La concesión tiene una duración de 30 años, que finaliza en 2035.

## Cobertura asistencial
El hospital atiende a una población aproximada de 191.000 personas, que incluye las poblaciones de Arganda del Rey, Rivas Vaciamadrid, y otros 19 municipios de área sureste de la Comunidad de Madrid. 

### Atención Primaria
Es el hospital asignado para 7 centros de salud y 19 consultorios de Atención Primaria, entre los que se incluyen:
- Centro de Salud Arganda del Rey
- Centro de Salud Arganda-Felicidad

1. Consultorio La Poveda

- Centro de Salud de La Paz
- Centro de Salud de Santa Mónica

1. Consultorio de 1.º de Mayo

- Centro de Salud de Campo Real

1. Consultorio de Loeches
2. Consultorio de Pozuelo del Rey
3. Consultorio de Ambite
4. Consultorio de Nuevo Baztán
5. Consultorio de Olmeda de las Fuentes
6. Consultorio de Villar del Olmo

- Centro de Salud de Perales de Tajuña

1. Consultorio de Carabaña
2. Consultorio de Morata de Tajuña
3. Consultorio de Orusco de Tajuña
4. Consultorio de Tielmes
5. Consultorio de Valdilecha

- Centro de Salud de Villarejo de Salvanés

1. Consultorio de Valdaracete
2. Consultorio de Belmonte de Tajo
3. Consultorio de Brea de Tajo
4. Consultorio de Estremera
5. Consultorio de Fuentidueña de Tajo
6. Consultorio de Villamanrique de Tajo

### Otros centros
Del Hospital Universitario del Suroeste depende el Centro de Salud Mental Arganda y Santa Mónica, situados en las localidades 
de Arganda del Rey y Rivas-Vaciamadrid, respectivamente.

## Cartera de servicios
| - Alergología - Aparato Digestivo - Cardiología - Endocrinología - Geriatría - Hematología y Hemoterapia - Medicina Interna - Neumología - Neurología - Nefrología - Neurofisiología - Oncología - Pediatría - Psiquiatría - Reumatología - Urgencias | - Cirugía General y de Aparato Digestivo - Dermatología - Obstetricia y Ginecología - Oftalmología - Otorrinolaringología - Traumatología y Cirugía Ortopédica - Urología | - Análisis Clínicos - Anatomía Patológica - Anestesiología y Reanimación - Bioquímica - Farmacia Hospitalaria - Medicina Intensiva - Medicina Preventiva - Medicina del Trabajo - Microbiología y Parasitología - Psicología Clínica - Radiodiagnóstico - Rehabilitación |

## Personal
En el centro trabajan alrededor de 750 profesionales. Cuenta con:
- facultativos 221
- enfermería 256
- personal no sanitario 273

### Docencia
Es uno de los centros de referencia para la formación de profesionales sanitarios de la Universidad Rey Juan Carlos, la Universidad Francisco de Vitoria, la Universidad Carlos III, la Universidad de Castilla-La Mancha y la Universidad Complutense de Madrid.

## Instalaciones y recursos
El hospital tiene una superficie de más de 45.000 metros cuadrados, con un edificio modular distribuido en patios interiores que proporcionan al interior luz natural, el área técnica está a su vez separada del resto y ocupa un edificio diferenciado. Dispone de nueve plantas, las dos inferiores
destinadas a plazas de aparcamiento.
El hospital cuenta con:
- camas 145
- quirófanos 5
- puestos de hospital de día 32
- consultas externas 115
- paritorios 3
- mamógrafos 2
- tomógrafos computarizados 2
- resonancias magnéticas 2

### Accesos
Al Hospital Universitario del Sureste se puede llegar en transporte público, utilizando las líneas urbanas de autobús, los interurbanos que llegan desde las poblaciones aledañas y desde Madrid y en Metro.
- Metro de Madrid: Parada de metro Estación de Arganda del Rey . Desde la estación aproximadamente 15 minutos a pie.

- Líneas de Autobús:

| Autobuses interurbanos que pasan por el Hospital del Sureste | Autobuses interurbanos que pasan por el Hospital del Sureste                     | Autobuses interurbanos que pasan por el Hospital del Sureste |
| Línea                                                        | Recorrido                                                                        | Operador                                                     |
| ------------------------------------------------------------ | -------------------------------------------------------------------------------- | ------------------------------------------------------------ |
| 313                                                          | Madrid (Conde de Casal) – Valdilecha                                             | ALSA                                                         |
| 321                                                          | Arganda del Rey (Hospital) – Villar del Olmo                                     | ALSA                                                         |
| 322                                                          | Arganda del Rey (Hospital) – Ambite                                              | ALSA                                                         |
| 326                                                          | Madrid (Conde de Casal) – Mondéjar - Driebes                                     | ALSA                                                         |
| 330                                                          | Rivas - Arganda del Rey (Hospital) - Morata de Tajuña                            | La Veloz                                                     |
| 350A                                                         | Arganda del Rey (Hospital) – Estremera                                           | Empresa Ruiz                                                 |
| 350B                                                         | Arganda del Rey (Hospital) – Villarejo de Salvanés - Fuentidueña - Villamanrique | Empresa Ruiz                                                 |
| 350C                                                         | Arganda del Rey (Hospital) – Belmonte de Tajo                                    | Empresa Ruiz                                                 |
| Autobuses urbanos que pasan por el Hospital del Sureste      |                                                                                  |                                                              |
| Línea                                                        | Recorrido                                                                        | Operador                                                     |
| 2                                                            | La Poveda – Hospital                                                             | ALSA                                                         |
| 4                                                            | Circular de Arganda del Rey (sentido horario)                                    | ALSA                                                         |

Se puede acceder al Hospital por la salida 25 de la autovía  A-3  (Autovía del Este).